# El Cuàs
El Cuàs és una muntanya de 1.419 metres que es troba entre els municipis de Campdevànol i de Ribes de Freser, a la comarca catalana del Ripollès.